# Campeonato Mundial de Gimnasia Artística de 2014
El XLV Campeonato Mundial de Gimnasia Artística se celebró en Nanning (China) entre el 3 y el 12 de octubre de 2014 bajo la organización de la Federación Internacional de Gimnasia (FIG) y la Federación China de Gimnasia.
Las competiciones se realizaron en el Gimnasio de Guangxi de la ciudad china.

## Calendario
| ● | Clasificación | ● | Finales |

| Octubre de 2014        | Vi 03 | Sá 04 | Do 05 | Lu 06 | Ma 07 | Mi 08 | Ju 09 | Vi 10 | Sá 11 | Do 12 |
| ---------------------- | ----- | ----- | ----- | ----- | ----- | ----- | ----- | ----- | ----- | ----- |
| Clasificación          | ●     | ●     |       |       |       |       |       |       |       |       |
| Equipos                |       |       |       |       | ●     |       |       |       |       |       |
| Concurso completo ind. |       |       |       |       |       |       | ●     |       |       |       |
| Suelo                  |       |       |       |       |       |       |       |       | ●     |       |
| Caballo con arcos      |       |       |       |       |       |       |       |       | ●     |       |
| Anillas                |       |       |       |       |       |       |       |       | ●     |       |
| Salto                  |       |       |       |       |       |       |       |       |       | ●     |
| Paralelas              |       |       |       |       |       |       |       |       |       | ●     |
| Barra fija             |       |       |       |       |       |       |       |       |       | ●     |

| Octubre de 2014        | Vi 03 | Sá 04 | Do 05 | Lu 06 | Ma 07 | Mi 08 | Ju 09 | Vi 10 | Sá 11 | Do 12 |
| ---------------------- | ----- | ----- | ----- | ----- | ----- | ----- | ----- | ----- | ----- | ----- |
| Clasificación          |       |       | ●     | ●     |       |       |       |       |       |       |
| Equipos                |       |       |       |       |       | ●     |       |       |       |       |
| Concurso completo ind. |       |       |       |       |       |       |       | ●     |       |       |
| Salto                  |       |       |       |       |       |       |       |       | ●     |       |
| Asimétricas            |       |       |       |       |       |       |       |       | ●     |       |
| Barra de equilibrio    |       |       |       |       |       |       |       |       |       | ●     |
| Suelo                  |       |       |       |       |       |       |       |       |       | ●     |

## Resultados

### Masculino
| Evento                         | Oro                                                                                          | Plata | Bronce |
| ------------------------------ | -------------------------------------------------------------------------------------------- | --- | --- |
| Concurso completo ind. (09.10) | Kohei Uchimura Japón 91,965 pts.                                                             | Max Whitlock Reino Unido 90,473 pts.                                                                              | Yusuke Tanaka Japón 90,449 pts.                                                                                               |
| Suelo (11.10)                  | Denis Abliazin · Rusia · 15,750                                                              | Kenzo Shirai Japón 15,733                                                                                         | Diego Hypólito · Brasil · 15,700                                                                                              |
| Caballo con arcos (11.10)      | Krisztián Berki · Hungría · 16,033                                                           | Filip Ude · Croacia · 15,783                                                                                      | Cyril Tommasone Francia 15,600                                                                                                |
| Anillas (11.10)                | Liu Yang China 15,933                                                                        | Arthur Nabarrete Zanetti · Brasil · 15,733                                                                        | Denis Abliazin · Rusia · You Hao · China · 15,700                                                                             |
| Salto de potro (12.10)         | Ri Se-Gwang Corea del Norte 15,416                                                           | Igor Radivilov · Ucrania · 15,333                                                                                 | Jacob Dalton Estados Unidos 15,199                                                                                            |
| Paralelas (12.10)              | Oleg Verniayev · Ucrania · 16,1125                                                           | Danell Leyva Estados Unidos 15,933                                                                                | Riohei Kato Japón 15,666 |
| Barra fija (12.10)             | Epke Zonderland · Países Bajos · 16,225                                                      | Kohei Uchimura Japón 15,725                                                                                       | Marijo Možnik · Croacia · 15,000                                                                                              |
| Concurso por equipos (07.10)   | China Cheng Ran Deng Shudi Lin Chaopan Liu Rongbing Liu Yang You Hao Zhang Chenglong 273,369 | Japón Kohei Kameyama Riohei Kato Shogo Nonomura Kenzo Shirai Kazuyuki Takeda Yasuke Tanaka Kohei Uchimura 273,269 | Estados Unidos Jacob Dalton Danell Leyva Samuel Mikulak Alexander Naddour John Orozco Paul Ruggeri Donell Whittenburg 270,369 |

### Femenino
| Evento                         | Oro | Plata                                                                               | Bronce |
| ------------------------------ | --- | ----------------------------------------------------------------------------------- | --- |
| Concurso completo ind. (10.10) | Simone Biles Estados Unidos 60,231 pts.                                                                     | Larisa Iordache · Rumania · 59,765 pts.                                             | Kyla Ross Estados Unidos 58,232 pts.                                                                                                  |
| Suelo (12.10)                  | Simone Biles Estados Unidos 15,333                                                                          | Larisa Iordache · Rumania · 14,800                                                  | Aliyá Mustáfina · Rusia · 14,733 |
| Salto de potro (11.10)         | Hong Un-Jong Corea del Norte 15,599                                                                         | Simone Biles Estados Unidos 15,554                                                  | Mykayla Skinner Estados Unidos 15,366                                                                                                 |
| Barras asimétricas (11.10)     | Yao Jinnan China 15,633                                                                                     | Huang Huidan China 15,566                                                           | Daria Spiridonova · Rusia · 15,283 |
| Barra (12.10)                  | Simone Biles Estados Unidos 15,100                                                                          | Bai Yawen China 15,033                                                              | Aliyá Mustáfina · Rusia · 14,166 |
| Concurso por equipos (08.10)   | Estados Unidos Alyssa Baumann Simone Biles Madison Kocian Ashton Locklear Kyla Ross Mykayla Skinner 179,280 | China Bai Yawen Chen Siyi Huang Huidan Shang Chunsong Tan Jiaxin Yao Jinnan 172,587 | Rusia · Mariya Jarenkova · Yekaterina Kramarenko · Aliyá Mustáfina · Tatiana Nabieva · Alla Sosnitskaya · Daria Spiridonova · 171,462 |

## Medallero
| Núm. | País            | Oro | Plata | Bronce | Total |
| ---- | --------------- | --- | ----- | ------ | ----- |
| 1    | Estados Unidos  | 4   | 2     | 4      | 10    |
| 2    | China           | 3   | 3     | 1      | 7     |
| 3    | Corea del Norte | 2   | 0     | 0      | 2     |
| 4    | Japón           | 1   | 3     | 2      | 6     |
| 5    | Ucrania         | 1   | 1     | 0      | 2     |
| 6    | Rusia           | 1   | 0     | 5      | 6     |
| 7    | Hungría         | 1   | 0     | 0      | 1     |
| 7    | Países Bajos    | 1   | 0     | 0      | 1     |
| 9    | Rumania         | 0   | 2     | 0      | 2     |
| 10   | Brasil          | 0   | 1     | 1      | 2     |
| 10   | Croacia         | 0   | 1     | 1      | 2     |
| 12   | Reino Unido     | 0   | 1     | 0      | 1     |
| 13   | Francia         | 0   | 0     | 1      | 1     |
|      | TOTAL           | 14  | 14    | 15     | 43    |